# Biofertilisant

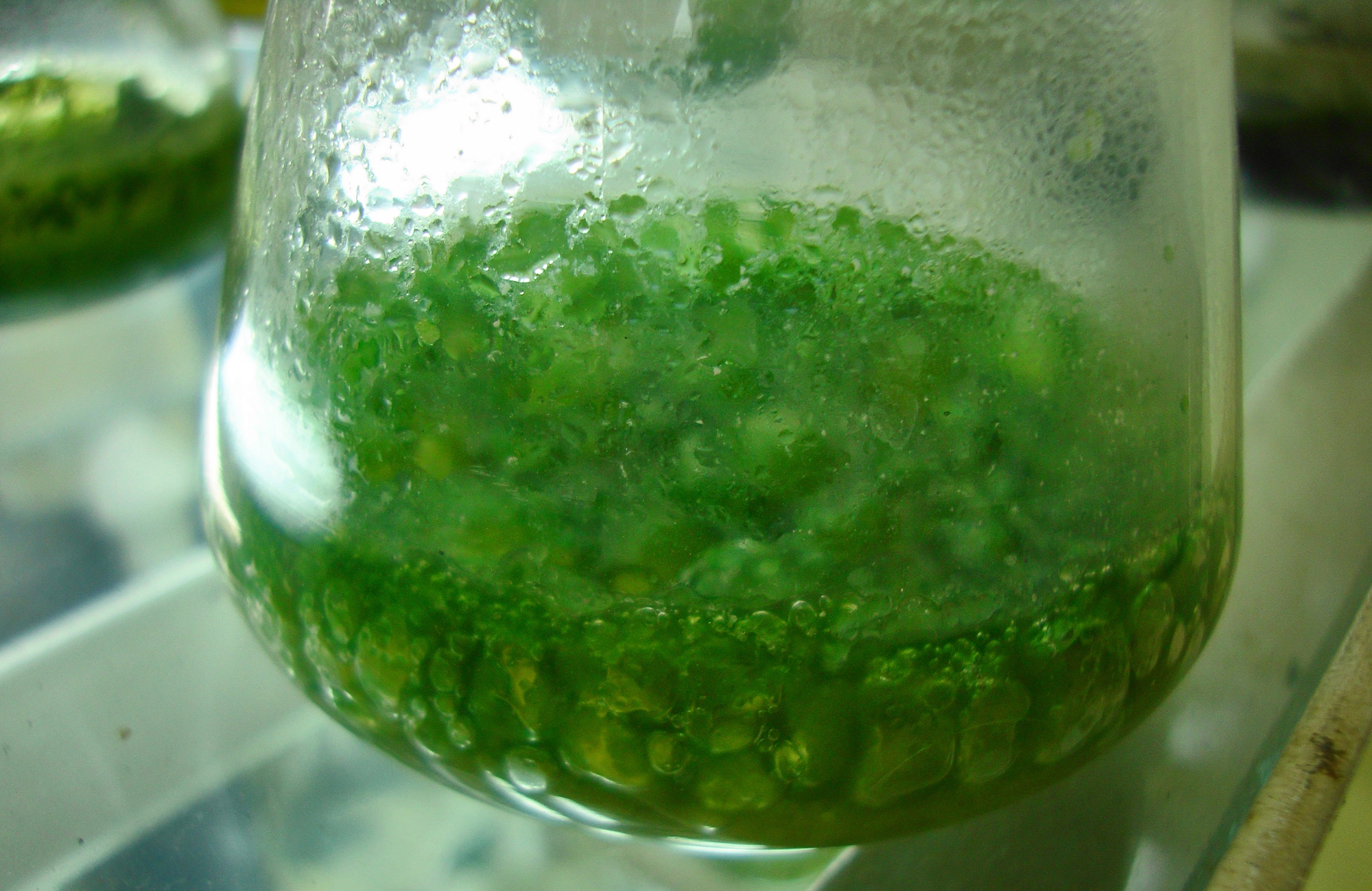
Algue bleue cultivée sur un milieu adapté. Ce type d’organismes (cyanophycée) peut être utile en agriculture car capable de fixer l’azote de l’air dans le sol et au plus près de la plante.

Un bio-fertilisant (classé parmi les engrais biologique) est un produit qui contient des microorganismes vivants (microbiote bactérien, fongique ou animal) et qui, lorsqu'il est inoculé sur les semences, sur des racines, sur le sol ou sur des surfaces végétales, colonise la rhizosphère ou l'intérieur de la plante en favorisant sa croissance, soit en fixant l'azote atmosphérique, soit en favorisant la mobilisation des nutriments primaires (azote, phosphore, potassium…), des vitamines et des oligoéléments des sols.
C’est un concept proche de celui de l’entretien ou de la restauration du microbiote chez l’animal.

## Principes
Les bio-fertilisants apportent des nutriments via des processus naturels (ex : fixation de l'azote, solubilisation du phosphore) et de stimulation de la croissance des plantes par la synthèse de substances stimulant la croissance.

## Intérêt, enjeux
Les bio-fertilisants peuvent réduire le besoin en engrais chimiques, en produits phytosanitaires et dans une certaine mesure en engrais organiques. Ils peuvent aussi contribuer à la diminution des risques de pollution de l'environnement et l'amélioration de la production agricole.
Les micro-organismes présents dans les engrais biologiques restaurent en effet le cycle naturel des nutriments du sol, dopent la production de sol et le rendent plus fertile, en construisant et entretenant la matière organique du sol.
Il ne s’agit plus ici d’apporter un minéral ou un composé organique, mais d’apporter les microorganismes qui les produiront ou les inoculeront à la plante (endomycorhize) micro-
Les biofertilisants ne contiennent aucun produit chimique nocif pour le sol vivant.
Ils permettent d’obtenir des plantes plus saines tout en améliorant la durabilité, la quantité, la qualité et la « santé » du sol.
Leur intérêt explique que les biofertilisants sont largement utilisées dans les pays développés où les inoculums sont appliqués sur des millions d’hectares de cultures.

## Catégories
Quand les biofertilisants sont destinés aux racines on parle souvent de "bactéries promotrices du développement des plantes" (PGPB pour les anglophones, pour plant-growth promoting bacteria) ou "rhizobactéries favorisant la croissance des plantes" (PGPR pour "plant-growth promoting rhizobacteria).

## Exemples de bio-fertilisants

### Concernant les besoins azotés de la plante
Rhizobium, Azotobacter, Azospirilium et algues bleues (BGA) sont utilisés depuis longtemps. 
Rhizobiuminoculant est utilisé pour les cultures de légumineuses. 

Azotobacter peut être utilisé avec des cultures comme le blé, le maïs, la moutarde, le coton, la pomme de terre et d'autres cultures légumières. 

Les inoculations d'Azospirillum sont recommandées principalement pour le sorgho, le millet, le maïs, la canne à sucre et le blé. 

Les algues bleu-vert appartenant à un genre général de cyanobactéries, Nostoc ou Anabaena ou Tolypothrix ou Aulosira, fixent l'azote atmosphérique et sont utilisées comme inoculations pour les cultures de paddy cultivées à la fois dans les hautes terres et dans les basses terres. 

Anabaena en association avec la fougère aquatique Azolla contribue à l'azote jusqu'à 60 kg / ha / saison et enrichit également les sols avec de la matière organique,. [2] [3]

### Concernant les besoins en phosphore  de la plante
On fait appel pour ces besoins à d'autres types de bactéries, dites bactéries de solubilisation du phosphate, dont par exemple 

 souche P5 de Pantoea agglomerans et/ou 

 souche P13 de Pseudomonas putida  ,,   capables de solubiliser le phosphate insoluble à partir de sources de phosphate organiques et inorganiques. [5] 
En fait, en raison de l'immobilisation du phosphate par des ions minéraux tels que Fe, Al et Ca ou des acides organiques, le taux de phosphate (Pi) disponible dans le sol est bien inférieur aux besoins des plantes. 
En outre, les engrais chimiques Pi sont également immobilisés dans le sol, immédiatement, de sorte que moins de 20 % de l'engrais apporté par l’agriculteur ou le jardinier est absorbé par les plantes (il n’est que peu « bioassimilable »). Par conséquent, la réduction des ressources en Pi, d'une part, et les pollutions environnementales résultant à la fois de la production et des applications d'engrais chimiques Pi, d'autre part, ont déjà exigé l'utilisation de bactéries solubilisantes au phosphate ou de bio-fertilisants phosphatés.